# Möhrenzünsler

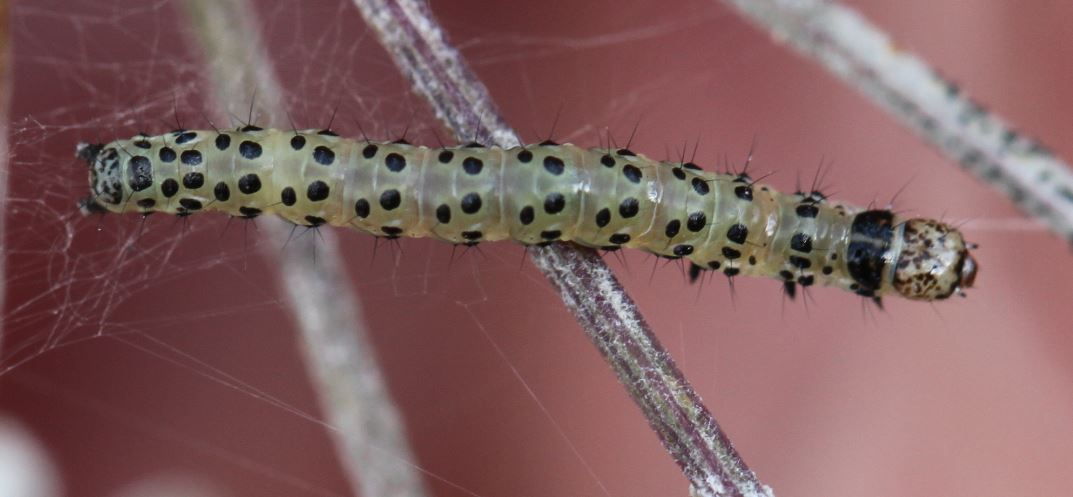
Raupe an Wilder Möhre

Der Möhrenzünsler (Sitochroa palealis) ist ein Schmetterling aus der Familie der Crambidae. Die Art ist europaweit verbreitet.

## Merkmale
Die Falter erreichen eine Flügelspannweite von 26 bis 32 Millimetern (bzw. eine Vorderflügellänge von 12 bis 15 mm). Die Vorder- und Hinterflügel sind weiß bis cremeweiß, oft auch gelblich oder leicht grünlich getönt. Die Flügeläderung ist dunkel nachgezeichnet. Außerdem können die Flügel mit feinen schwarzen Punkten überstäubt sein. Diese Überstäubung ist am äußeren Ende der Zelle fleckartig verstärkt. Bei manchen Exemplare ist am Kostalrand der Ansatz einer äußeren Querlinie zu erkennen.
Die grünliche, gelbliche oder rötliche Raupe weist auffallende schwarze Warzen auf. Sie besitzt eine dunklere Rückenlinie und dunklere Nebenrückenlinien sowie einen gelblich-weiß gefärbten Kopf. Sehr auffallend sind je drei schwarze Pinnacula pro Segment beiderseits der Rückenlinie.
Die Puppe ist lederbraun mit papillöser, stellenweise auch gerunzelter, glänzender Oberfläche. Sie misst 10,5–11,5 × 3,5–3,8 mm. Der Kremaster ist relativ kurz und breit, gerundet und abgeflacht. In je einem dunklen, braun gefärbten Feld an den Seiten des Kremasters stehen vier Paar Borsten. Sie sind kurz, relativ dick und hakenartig gekrümmt.

## Geographische Verbreitung und Lebensraum
Die Art ist in Europa weit verbreitet. Sie kommt von Portugal und Großbritannien im Westen bis zum Ural vor. Im Norden dringt sie bis Südnorwegen, Südschweden und Südfinnland vor, im Süden bis Italien, Griechenland und Nordafrika. Im Osten reicht das Areal über Kleinasien, den Kaukasus, Sibirien (Burjatien) bis in den Russischen Fernen Osten, Japan, Korea und Nordchina.
2004 wurde die Art erstmals in den USA nachgewiesen. Der Nachweis über sechs Jahre hinweg in gleich vier US-Bundesstaaten deutet darauf hin, dass sich die Art dort bereits etabliert hat.
Sie kommt vor allem an warmen Standorten der offenen Landschaft, z. B. Wiesen, Kleefeldern und Wiesen- und Feldrainen relativ häufig vor.

## Lebensweise
Sitochroa palealis bildet pro Jahr zwei Generationen aus, deren Falter von Mai bis September fliegen. Die Falter sind überwiegend dämmerungs- und nachtaktiv und kommen an künstliche Lichtquellen. Sie verbergen sich tagsüber in der Vegetation, sind aber leicht aufzustöbern. Gelegentlich sind sie auch tagsüber beim Blütenbesuch zu beobachten. Sie saugen Nektar an Blüten.
Die Raupen leben z. T. gesellig in Gespinsten in den Dolden verschiedener Doldenblütler wie Wilde Möhre (Daucus carota subsp. carota), Berg-Haarstrang (Peucedanum oreoselinum), Steppenfenchel (Seseli annuum), Preußisches Laserkraut (Laserpitium prutenium), Gewöhnliche Wiesensilge (Silaum silaus) und Wiesen-Bärenklau (Heracleum sphondylium), deren Blütenstände und Samen sie fressen. Die Verpuppung erfolgt nach der Überwinterung in einem lockeren Seidenkokon in der Erde.